# Terre-Neuve
Terre-Neuve, in creolo haitiano Tènèv, è un comune di Haiti facente parte dell'arrondissement di Gros-Morne nel dipartimento dell'Artibonite.